# Saturn

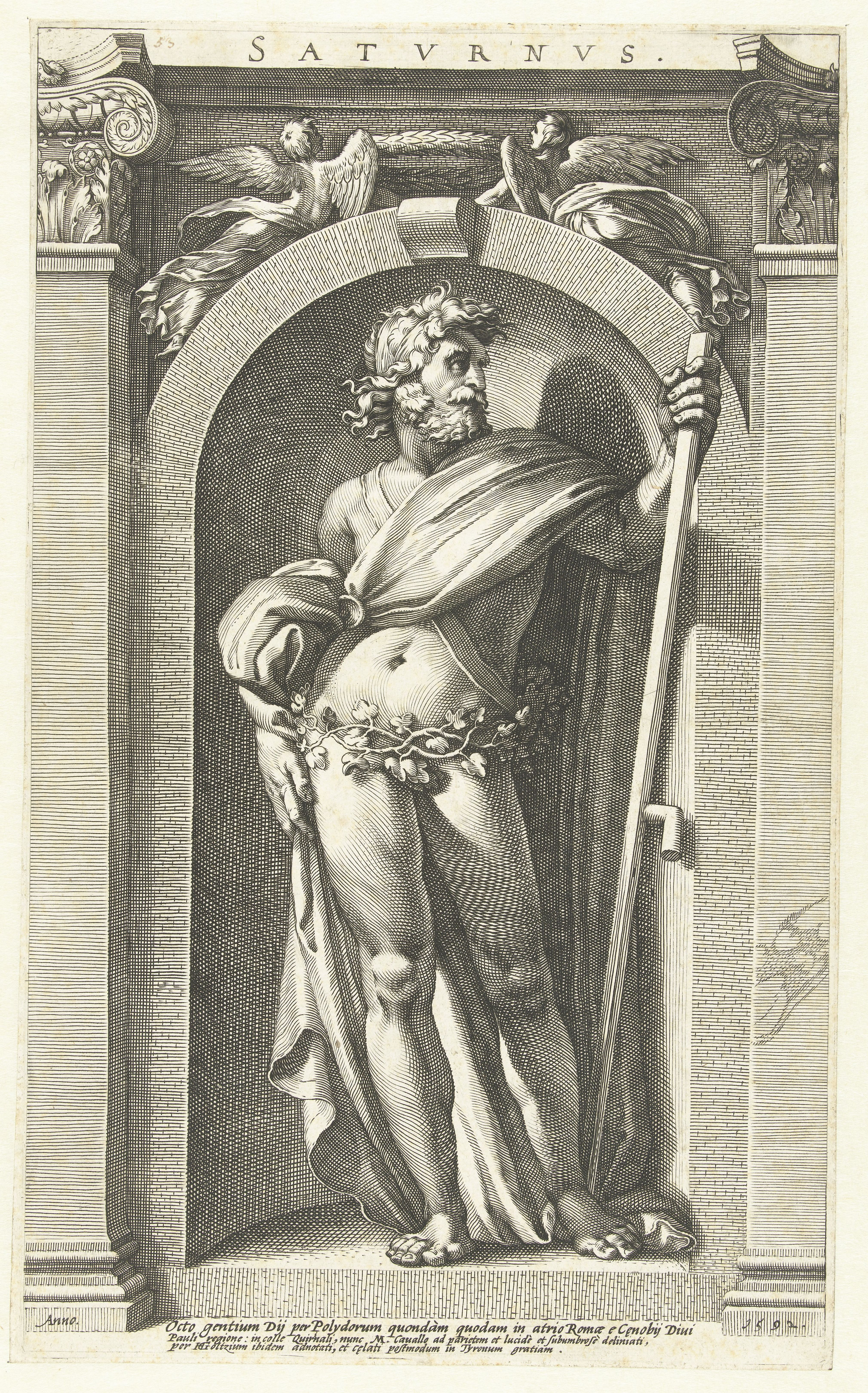
Saturnus trong tranh vẽ của Polidoro da Caravaggio (thế kỷ 16))

Saturn (tiếng Latinh: Saturnus) là một vị thần trong tín ngưỡng La Mã cổ đại và là một nhân vật trong thần thoại La Mã, được xem là tương đương với Cronus trong thần thoại Hy Lạp.
Saturn là một nhân vật phức tạp do có nhiều giai thoại và lịch sử lâu dài về ông. Ông là vị thần đầu tiên của Capitol, nơi mà trong hầu hết thời kỳ cổ đại gọi là Saturnius Mons và được xem là vị thần của sự sinh ra, chết, sung túc, giàu có, nông nghiệp, đổi mới định kỳ và tự do. Trong những phát triển về sau ông cũng trở thành vị thần của thời gian. Triều đại của ông được miêu tả như thời Vàng Kim của sự giàu có và hòa bình. Đền Saturn ở Công trường La Mã hiện là kho bạc nhà nước.
Sao Thổ và thứ bảy trong tiếng Anh đều được đặt theo tên ông.